# 蒲生篤実
蒲生 篤実（がもう あつみ、1960年〈昭和35年〉10月11日 - ）は、日本の運輸・国土交通官僚。

## 経歴
福島県田村市出身。福島県立安積高等学校を経て、1985年3月に東京大学法学部を卒業。国家公務員採用上級甲種試験(法律)に合格し、1985年4月に運輸省に入省。
国土交通省海事局長、鉄道局長、総合政策局長を経て、2020年7月21日、観光庁長官に就任。
2021年7月1日、退任。

## 年表
基本的な出典
- 1985年
  - 03月：東京大学法学部卒業
  - 04月：運輸省入省
- 1991年07月：海上保安庁警備救難部警備第二課補佐官
- 1993年08月：宮城県土木部空港対策課長
- 1995年07月：運輸省自動車交通局貨物課補佐官
- 1997年06月：運輸省運輸政策局消費者行政課補佐官
- 1998年08月：秋田県警察本部警務部長
- 2000年08月：運輸省運輸政策局政策課政策評価企画官
- 2001年01月：国土交通省政策統括官付政策評価官付政策評価企画官
- 2001年07月：国土交通省大臣官房総務課企画官（港湾局）
- 2002年07月：国土交通省大臣官房総務課企画官（航空局）
- 2004年07月：国土交通省大臣官房総務課企画官
- 2004年09月：国土交通省大臣官房付（国土交通大臣秘書官事務取扱）
- 2006年09月：国土交通省自動車交通局保障課長
- 2007年07月：国土交通省大臣官房参事官（海事局）
- 2008年07月：国土交通省大臣官房参事官（航空局監理部予算・管財室長）
- 2010年08月：国土交通省鉄道局幹線鉄道課長
- 2012年08月：国土交通省鉄道局総務課長
- 2013年08月：国土交通省大臣官房参事官（人事担当）
- 2014年01月28日：国土交通省大臣官房人事課長[5]
- 2015年07月31日：国土交通省総合政策局公共交通政策部長[6]
- 2016年06月21日：国土交通省大臣官房総括審議官[7]
- 2017年07月07日：国土交通省海事局長[8]
- 2018年07月31日：国土交通省鉄道局長[9]
- 2019年07月09日：国土交通省総合政策局長[10]
- 2020年07月21日：観光庁長官[11]
- 2021年07月01日：辞職[12]
- 2023年04月01日：独立行政法人国際観光振興機構理事長就任[13]